# نيتروجلسرين (دواء)
نيتروجلسرين ويسمى أيضا ثلاثي نترات الجلسرين, وهو دواء يستخدم في حالات قصور القلب، ارتفاع ضغط الدم, وفي علاج ومقاومة آلام الصدر الناجمة عن نقص التروية الدموية للقلب (الذبحة الصدرية) أو بسبب الكوكايين. وهذا يشمل ألام الصدر من النوبة القلبية. يتم أخذ الدواء عن طريق الفم, بوضعه تحت اللسان, أو عن طريق الجلد، أو الوريد.
تتضمن الأعراض الجانبية الشائعة لهذا الدواء الصداع وانخفاض ضغط الدم. وقد يكون انخفاض ضغط الدم حادّ. ومن غير الواضح إن كان آمناً على الطفل في حال استخدامه في فترة الحمل أم لا. ولا ينبغي أن يُستخدم مع الأدوية من عائلة سيلدينافيل (مثبط انزيم فوسفور ثنائي استراز) وذلك لخطورة حدوث انخفاض ضغط الدم. النيتروجلسرين يعتبر من ضمن عائلة أدوية الموسّعات الوعائية النترية. في حين عدم وضوح كيفية عمله تماماً, إلا أنه يعمل على توسيع الأوعية الدموية.
تم تسجيل النيتروجلسررين حوالي عام 1846م وأصبح كإستخدام طبي في عام 1878م. وهو من ضمن قائمة الأدوية الأساسية النموذجية لمنظمة الصحة العالمية, من ضمن أكثر الأدوية الفعّالة والآمنة اللازمة في نظام الرعاية الصحية.
بلغت تكلفته الإجمالية في الدول النامية اعتباراً من عام 2014م بما يقارب 0.06_0.22 دولار أمريكي لكل جرعة عن طريق الفم.
الدواء نيتروجلسرين هو الشكل المخفّف لنفس المادة الكيميائية المستخدمة كمادة متفجرة ألا وهي نيتروجلسين. حيث أن هذا التخفيف جعلها مادة غير متفجرة.

## الاستخدامات الطبية

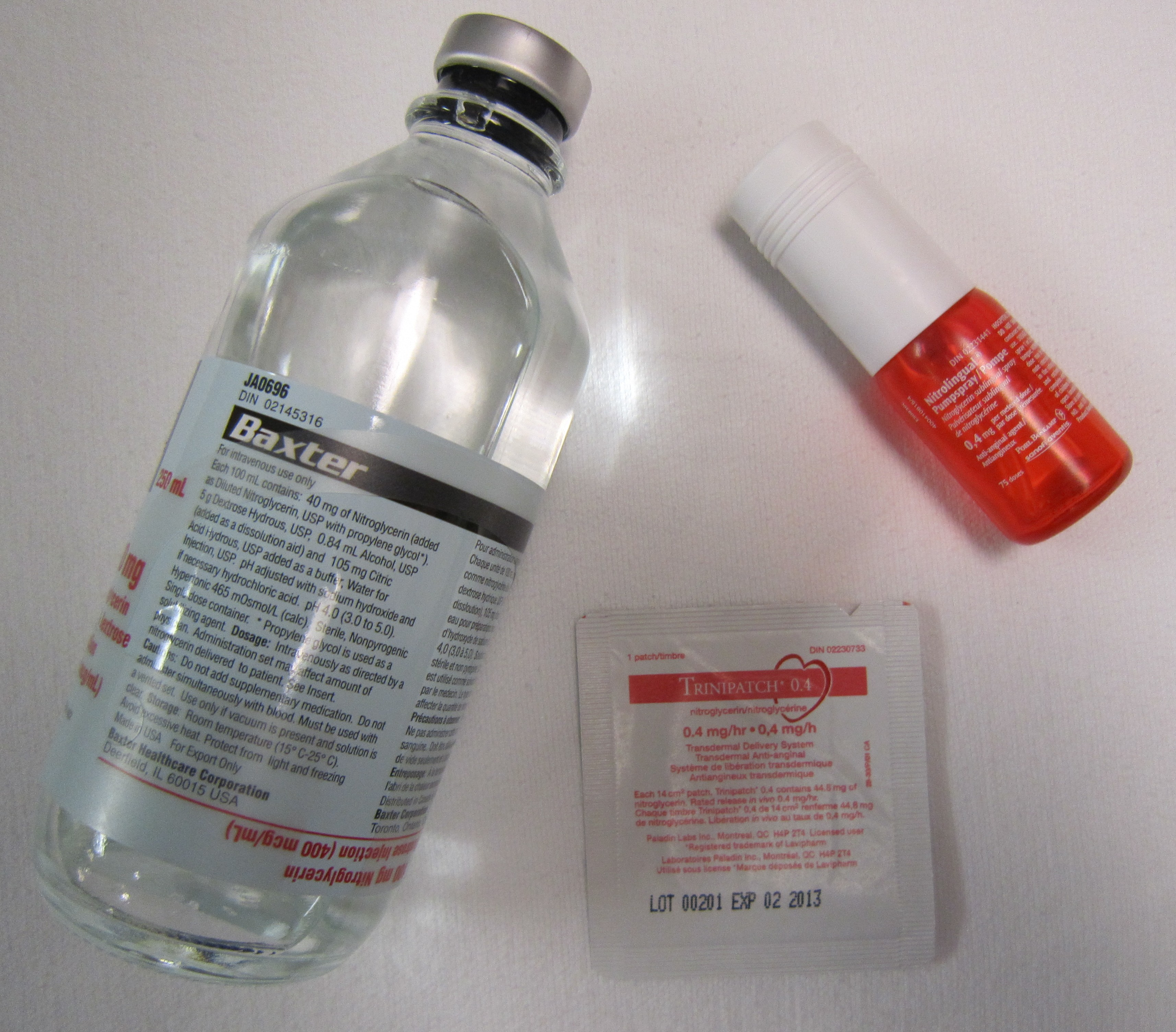
ثلاثة أشكال دوائية مختلفة للنيتروجلسرين: عن طريق الوريد, رذاذ تحت اللسان, ولاصقات النيتروجلسرين.

يستخدم النيتروجلسرين لعلاج الذبحة الصدرية، النوبة القلبية الحادة، ارتفاع ضغط الدم الشديد، والتشنج الوعائي التاجي الحادّ.

### الذبحة الصدرية
النيتروجلسرين نافع في تقليل نوبات الذبحة الصدرية, ربما أكثر من مجرد إنهائها حين حدوثها، وذلك عن طريق تزويد الدم بتراكيز من أحادي أكسيد النيتروجين، والذي يُدعى أيضاً بالعامل المرخي بطاني المنشأ, وذلك كان قبل معرفة أن أحادي أكسيد النيتروجين هو العامل المسؤول. وهذا أدّى إلى تطوير لصقات ثلاثي نترات الغلسرين الجلدية التي تُطلق الدواء وتوّفره لمدة 24 ساعة. ومع ذلك، فإن فاعلية ثلاثي نترات الغلسرين محدودة بحدوث التحمل خلال أسبوعين إلى ثلاثة أسابيع من الاستخدام المتواصل. إن استخدام الدواء المستمر وامتصاصه (كأن يؤخذ قرص يومياً أو اللصقات الجلدية خاصةً) يسرّع من بدء التحمل وبالتالي يحدّ من فائدة الدواء. لهذا، فإن الاستخدام الأمثل له يتحقق عندما يتم استخدامه لوحده على المدى القصير، كجرعة نبض.
يعتبر ثلاثي نترات الغلسرين نافع الاستخدام في النوبة القلبية واستسقاء الرئة, ويكون عمله أفضل إذا تم استخدامه بسرعة كجرعة نبض خلال بضع دقائق من بدابة ظهور الأعراض. ومن الممكن أخذه أيضاً كجرعة تحت اللسان على شكل قرص يوضع تحت اللسان أو رشه في الفم لمعالجة نوبة الذبحة الصدرية.[بحاجة لمصدر]

### استخدامات أخرى
تشير الأدلة التجريبية إلى كفاءة ثلاثي نترات الغلسرين في علاج التهابات الأوتار المختلفة من خلال التحكم بالألم وتسريع إصلاح الأنسجة الرخوة.
ويستخدم الغلسرين أيضا لمعالجة الشق الشرجي بتراكيز عادة ما تكون أقل بكثير من التراكيز المستخدمة في علاج الذبحة الصدرية.

## الأعراض الجانبية
من الممكن أن يسبب ثلاثي نترات الغلسرين انخفاض شديد في ضغط الدم، تسارع في معدل ضربات القلب, وصداع شديد يستوجب عنده استخدام مسكّن لإزالة الألم الذي قد يؤثر على امتثال المريض للدواء.
وأيضا قد يسبب انخفاض شديد في ضغط الدم، وهبوط الدورة الدموية، وقد يؤدي إلى الموت إذا تم استخدامه مع أدوية موسعات الأوعية التي تستخدم في حالات الضعف الجنسي مثل: سيلدينافيل، تادالافيل، وفاردنافيل.
ينبغي إزالة اللاصقات الجلدية من ثلاثي نترات الغلسرين قبل استخدام جهاز مزيل الرجفان؛ لخطورة حدوث انفجار أو/و حروق,[تحقق من المصدر][بحاجة لمصدر أفضل] لكن التحقيقات خلصت إلى أن سبب انفجار لاصقات الغلسرين أثناء مزيل الرجفان هو جهد الانهيار الذي تسبّبه الشبكة المعدنية الموجودة في بعض اللاصقات.